# Aporosa nigricans
Aporosa nigricans är en emblikaväxtart som beskrevs av Joseph Dalton Hooker. Aporosa nigricans ingår i släktet Aporosa och familjen emblikaväxter. Inga underarter finns listade i Catalogue of Life.